# Mareille Meijering
Mareille Meijering, née le 11 mars 1995 à Stadskanaal est une coureuse cycliste néerlandaise, professionnelle depuis 2023.

## Biographie
Jusqu'en 2022, Mareille Meijering ne pratique le cyclisme que pendant son temps libre. Elle est titulaire d'un master en finance et en économie et travaille comme chargée de cours à l'Université de Groningue et à l'Université d'Utrecht. Après avoir déjà eu un programme de course plus étendu avec l'équipe Multum Accountants lors de la saison 2022, elle se tourne pleinement vers le cyclisme à partir de la saison 2023. Elle est d'abord membre de l'équipe Zaaf, avec laquelle elle termine dixième au classement général du Tour des Émirats arabes unis (une épreuve du World Tour), faisant d'elle la coureuse la mieux placée d'une équipe continentale.
En avril 2023, elle quitte son équipe qui rencontre des difficultés financières et obtient un contrat avec Movistar à partir de mai. C'est en 2024 qu'elle se révèle avec de nombreux tops 10. Elle remporte également sa première victoire professionnelle lors de la deuxième étape du Tour d'Estrémadure féminin, après une attaque en solitaire. Grâce à son succès d'étape, elle prend la tête du classement général, qu'elle conserve après le contre-la-montre final. Elle participe ensuite aux trois grands tours, où elle se montre à son avantage en montagne et se classe notamment onzième du Tour d'Italie et quinzième du Tour de France.

## Palmarès

### Palmarès par années
- 2023
  - 10e du Tour des Émirats arabes unis
- 2024
  - Tour d'Estrémadure féminin :
    - Classement général
    - 2e étape

  - 3e du Grand Prix Stuttgart & Region
  - 9e du Tour des Émirats arabes unis
- 2025
  - 9e du Tour des Émirats arabes unis

### Résultats sur les grands tours

#### Tour de France
2 participations
- 2024 : 15e
- 2025 : 42e

#### Tour d'Italie
2 participations
- 2024 : 11e
- 2025 : 34e

#### Tour d'Espagne
2 participations
- 2024 : 67e
- 2025 : 14e

### Classements mondiaux
| Année                                 | 2017 | 2018 | 2019 | 2020 | 2021 | 2022 | 2023 | 2024 |
| ------------------------------------- | ---- | ---- | ---- | ---- | ---- | ---- | ---- | ---- |
| Classement UCI                        | 582e | nc   | 859e | nc   | 955e | 422e | 180e | 53e  |
| UCI World Tour                        | nc   | nc   | 219e | nc   | nc   | nc   | 118e | 74e  |
|                                       |      |      |      |      |      |      |      |      |
| Légende : nc = non classéSource : UCI |      |      |      |      |      |      |      |      |